# Viniegra de Arriba
Viniegra de Arriba o con el nombre histórico de Viniegra de Suso es un municipio perteneciente a las 7 Villas, enclavado en la comarca del Alto Najerilla de la comunidad autónoma de La Rioja (España).
Está catalogado como Uno de Los Pueblos Más Bonitos de España desde el año 2019 y pertenece desde entonces a la asociación homónima.

## Historia
En 1366 fue incluida con la denominación de Viniegra de Suso, entre las localidades del Señorío de Cameros, que sería cedido por Enrique II de Trastámara a Juan Ramírez de Arellano por su apoyo en la lucha contra Pedro I el Cruel.
Posteriormente, perteneció al señorío de los condes de Aguilar e Inestrillas, herederos del dominio de Cameros, según aparece constatado en el Catastro del Marqués de la Ensenada del año 1751.

## Geografía humana

### Demografía
Cuenta con una población de 40 habitantes (INE 2024).
| Gráfica de evolución demográfica de Viniegra de Arriba entre 1842 y 2021                                              |
| |
| Población de derecho según los censos de población del INE. Población de hecho según los censos de población del INE. |

## Administración
| Periodo   | Nombre                         | Partido |
| --------- | ------------------------------ | ------- |
| 1979-1983 | Antonio de Miguel Sánchez      | UCD     |
| 1983-1987 | Carmelo Serrano Izquierdo      | AP      |
| 1987-1991 | Florencio Lázaro Matute        | PP      |
| 1991-1995 | Florencio Lázaro Matute        | PP      |
| 1995-1999 | Florencio Lázaro Matute        | PP      |
| 1999-2003 | Florencio Lázaro Matute        | PP      |
| 2003-2007 | Florencio Lázaro Matute        | PP      |
| 2007-2011 | José Ignacio Pascual Fernández | PSOE    |
| 2011-2015 | José Ignacio Pascual Fernández | PSOE    |
| 2015-2019 | Laura Crespí Lázaro            | PP      |
| 2019-2023 | Laura Crespí Lázaro            | PP      |

## Economía

### Evolución de la deuda viva
El concepto de deuda viva contempla sólo las deudas con cajas y bancos relativas a créditos financieros, valores de renta fija y préstamos o créditos transferidos a terceros, excluyéndose, por tanto, la deuda comercial.
Entre los años 2008 a 2014 este ayuntamiento no ha tenido deuda viva.

## Personas destacadas
- Antonio Burgos, hijo ilustre que descubrió una necrópolis romana en el Collado de San Miguel, a unos tres kilómetros del núcleo urbano.